# Bataille de Tondibi
Guerre maroco-songhaï
La bataille de Tondibi (Mali) a lieu le 12 mars 1591. C'est une bataille capitale dans l'Histoire de l'Afrique de l'Ouest précoloniale. Elle oppose les armées de l'Empire songhaï, des Askias, dont la capitale est Gao, commandées par l'askia Ishaq II et un corps expéditionnaire commandé par Djouder Pacha envoyé par le sultan saadien du Maroc Ahmed IV el-Mansour. 
L'artillerie marocaine concourt de manière décisive à la défaite des armées songhaïs, même si les dissensions internes de l'Empire songhaï à la fin du XVIe siècle permettent de comprendre comment une simple défaite se transforme en effondrement d'une civilisation. La défaite des armées songhaïs marque également la fin des grands empires multi-ethniques en Afrique de l'Ouest, entraîne l'atomisation politique du Soudan mais marque aussi le début de l'enracinement de l'Islam dans les couches rurales et populaires du bassin du fleuve Niger.

## Contexte

### Crises économique et politique de l'Empire songhaï
Les grands empires soudanais du Moyen Âge (Ghana, Mali, Songhaï) vivent essentiellement du commerce transsaharien, organisant les flux de sel et d'or vers le Maghreb, et l'Europe, via les réseaux de commerce arabes et italiens installés dans les villes marchandes du littoral méditerranéen. Car si le Nord a « soif d'or », il y a « une faim de sel » au Sud. Les empires soudanais exercent sur l'imaginaire arabe et européen un fort attrait essentiellement par l'abondance d'or qui semble en émaner. Les souverains soudanais apparaissent dans l'iconographie entourés d'or, certains auteurs prétendant même qu'au Soudan « l'or pousse comme des carottes », dans les champs. Les marchands arabes et italiens descendent parfois très profondément dans le Sahara jusqu'aux dernières villes caravanières berbères juste avant les pistes et les oasis. L'Empire songhaï, comme ses prédécesseurs, sert en particulier de plaque tournante entre les mines aurifères de la savane arborée, au sud du Sahel (mines du Bambouk le long du Sénégal, de Bure entre les affluents du Niger, au sud de Niani, et en pays akan) et les marchands arabes du Maghreb. L'or est loin d'être la seule marchandise commercialisée via les empires soudanais : esclaves et noix de kola remontent des frondaisons de la forêt de Guinée, les peaux d'antilopes et même d'hippopotames qui permettent la confection de boucliers légers et extrêmement résistants sont convoyés également. Le sel descend à partir des mines de Teghazza (Sud algérien) d'abord et Taoudéni (Mali) dans le dernier quart du XVIe siècle.

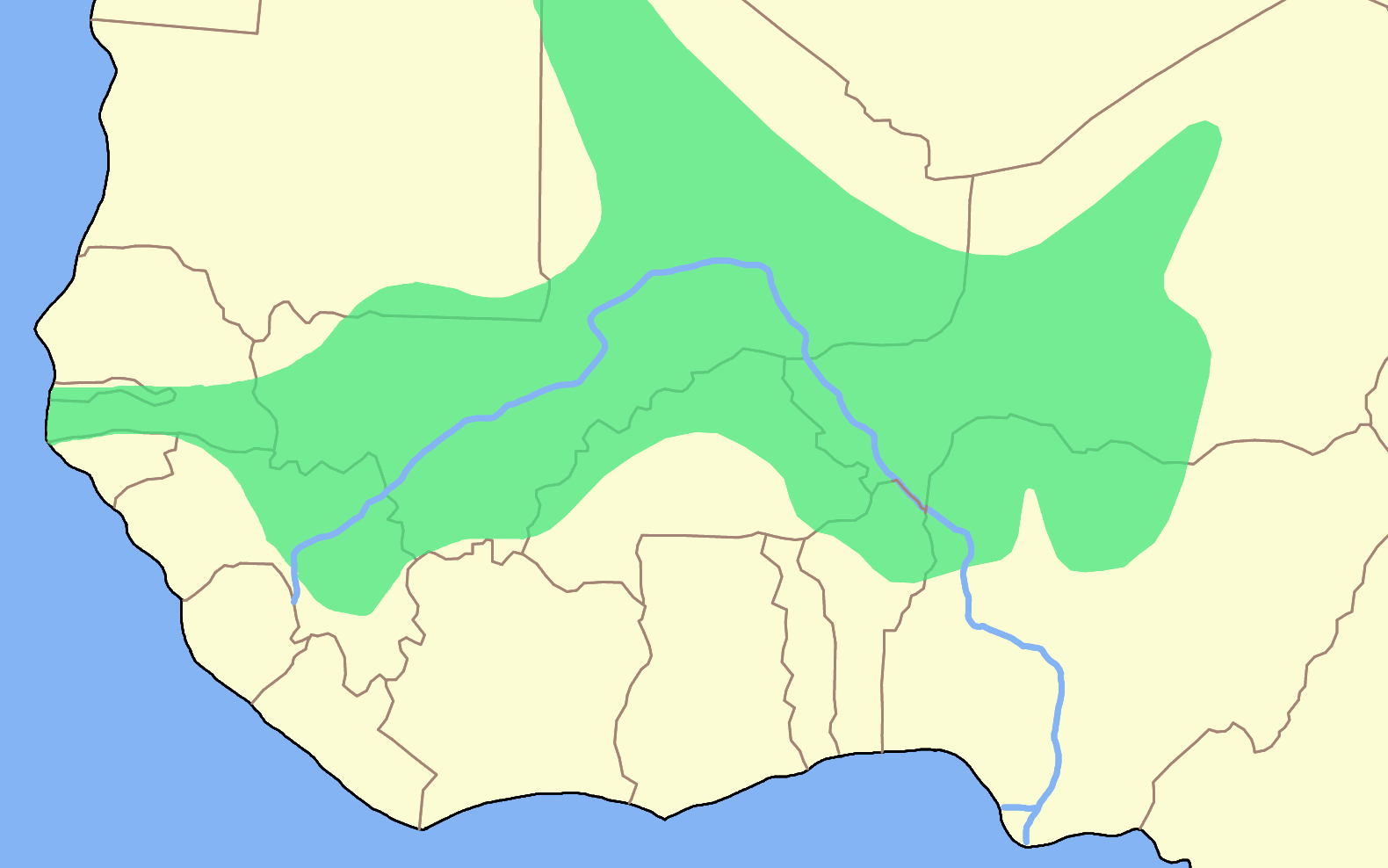
Carte de l'Empire songhaï au XVIe siècle.

Le contournement par les Portugais du cap Bojador (1434) puis l'installation des Européens sur les comptoirs du golfe de Guinée (comme São Jorge da Mina, 1476), détournent progressivement une partie des flux aurifères vers le sud, ce qui a pour conséquence une diminution des recettes fiscales du Songhaï. Plus encore, l'arrivée massive de métaux précieux d'Amérique, l'or des cités mexicas du Mexique conquis par Hernàn Cortès (1521) puis l'argent des mines des Andes après la conquête de l'Empire incas par Pizarro (1534), entraîne une moindre demande d'or africain. L'économie fondée sur le commerce de l'or décline, les ressources du Songhaï en sont directement affectées : l'économie mondiale se détourne lentement de l'Afrique soudanaise dont le rôle de pourvoyeur de métaux précieux s'amenuise,.
L'Empire songhaï sort également d'une longue guerre civile qui a entraîné la fracture de facto de toute la province de l'Ouest, située autour de Djenné. À la mort de l'Askia Muhammad III (1586) une guerre civile éclate entre une faction établie à Tombouctou regroupée autour du Balama Al Saddik (le Balama Sadiki des sources soudanaises), prince du sang, frère du défunt, et une faction légitimiste regroupée à Gao, la capitale politique, autour d'abord de Muhammad IV Bâno (1586-1588) puis de l'Askia Ishaq II (1588). Proclamé Askia à Tombouctou, Al Saddik est vaincu par Ishaq II devant Gao (1588). La campagne de répression est féroce et si l'unité de l'empire est formellement rétablie, une cassure idéologique s'est faite au sein de la famille régnante : le Kurmina (ensemble des provinces situées au sud de Tombouctou, dans la boucle du fleuve Niger, légèrement en aval du delta intérieur) se désolidarise du cœur politique et historique de l'empire. Les princes du sang impliqués dans la révolte sont prêts à un renversement d'alliance avec le premier compétiteur qui se présentera.

### Arrivée au pouvoir des Saadiens au Maroc

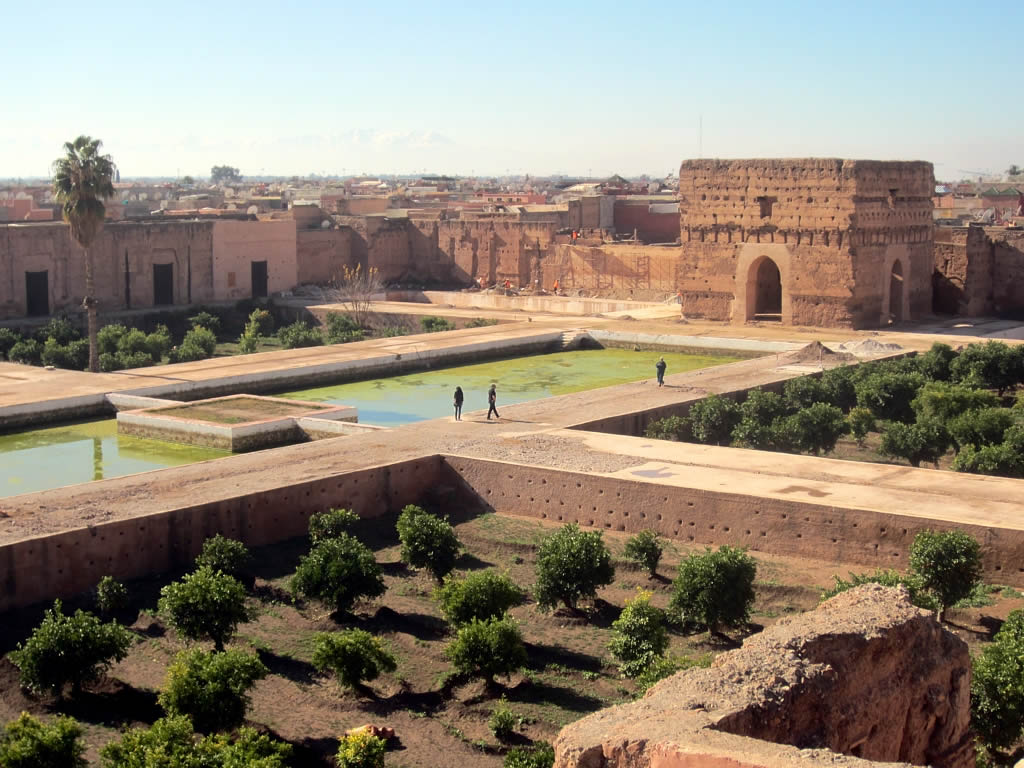
Le palais El Badi à Marrakech est construit par les sultans saadiens, essentiellement par Ahmed IV el-Mansour qui exprime là auprès des ambassades étrangères sa puissance.

Au contraire de l'Empire songhaï secoué par des turbulences politiques et économiques, le Maroc est entré dans une phase d'essor géopolitique spectaculaire, incarné par la dynastie des sultans saadiens (1549-1660). La tentative de croisade portugaise (bataille des Trois Rois, Ksar el-Kébir, 1578) a échoué et les rivalités politiques internes sont en voie d'apaisement. La monarchie peut ambitionner à la fois la vassalisation du Sahara et du Sahel et envisager d'exporter la violence latente aux frontières en envoyant dans le Songhaï vassalisé les populations les plus remuantes du Royaume. L'intérêt premier reste l'appât du gain : la mainmise sur le commerce du sel, et les profits qu'il génère, celle sur le trésor songhaï. Pourtant, Ahmed IV el-Mansour souhaite aussi s'emparer des flux du commerce des esclaves, car les cultures de cannes à sucre, qu'il développe, nécessitent une importante population servile qui a largement fait les frais des guerres civiles marocaines des décennies précédentes.
Si les motivations d'Ahmed el-Mansour sont d'abord d'ordre économique, les historiens anglo-saxons rappellent que les ambitions du sultan saadien sont aussi d'ordre spirituel et qu'il souhaite établir un califat sur l'ensemble du Soudan, rivalisant avec le Califat ottoman basé à Constantinople et rappelant les grandes heures de la dynastie des Omeyyades, et plus généralement du califat de Cordoue. Le palais El Badi, dont les plans s'inspirent de l'Alhambra de Grenade semble en offrir une bonne illustration.
Cependant, l'essor marocain se heurte à deux dynamiques géopolitiques concurrentes. D'une part celle des Portugais qui, à travers l'empire du Grand Jolof via le fleuve Sénégal puis le Saloum, tentent, sans succès, d'atteindre Tombouctou (1565). Si au XVIe siècle les tentatives portugaises d'annexion des royaumes wolof se heurtent à une vive résistance, leur présence, ancienne sur les côtes de l'actuelle Mauritanie, se renforce également le long de la Gambie. Des flux d'or et d'esclaves de plus en plus importants sont drainés vers la côte, échappant à la fois à l'empire déclinant du Mali, mais aussi aux ports caravaniers du Maghreb. La raréfaction de l'or soudanais menace la stabilité des États maghrébins dont le monnayage est en or et qui ne profitent pas immédiatement des afflux d'or américain, comme c'est le cas au contraire de l'Europe de l'Ouest. Les Saadiens, dont la politique de puissance régionale et le maintien de l'ordre intérieur nécessitent des sommes importantes de numéraire, sont directement concernés.
D'autre part, l'Empire ottoman dont c'est le nouvel âge d'or, resserre son emprise sur le littoral méditerranéen et effectue une série d'expéditions armées au cœur du Sahara : Salah Raïs (1552) sur Ouargla, Djafer Pacha sur le Fezzan (1557) dans le Sud libyen, et celle plus menaçante de Hasan Veneziano sur le Touât (1579) et ses oasis.
Les relations avec l'Empire ottoman sont par ailleurs exécrables (conflit maroco-ottoman) et ambiguës depuis la montée au pouvoir de la dynastie : les Turcs assiègent Oran (1554-1557) tenue par les Espagnols alliés des Saadiens, font assassiner le sultan Mohammed ech-Cheikh la même année, et s'immiscent dans les affaires internes du Royaume en faisant porter au pouvoir le sultan Abu Marwan Abd al-Malik (1576) dont Ahmed IV el-Mansour, le vainqueur du Songhaï, est le frère. La conquête du Songhaï est donc le produit de dynamiques complexes qui s'enchevêtrent : l'indéniable appât du gain que les auteurs des Tarikhs (Tarikh es-Soudan et Tarikh el-fettach) soulignent, mais aussi la volonté pour El-Mansour d'ajouter à la gloire de Ksar el-Kébir, acquise essentiellement par son frère, la sienne propre, ainsi que la fermeture de la Méditerranée par les Turcs qui viennent appuyer la régence d'Alger (1516-1659), ce qui contraint les Saadiens à une expansion vers le sud.

### Prémices de guerre entre l'Empire songhaï et le Maroc (1546-1585)

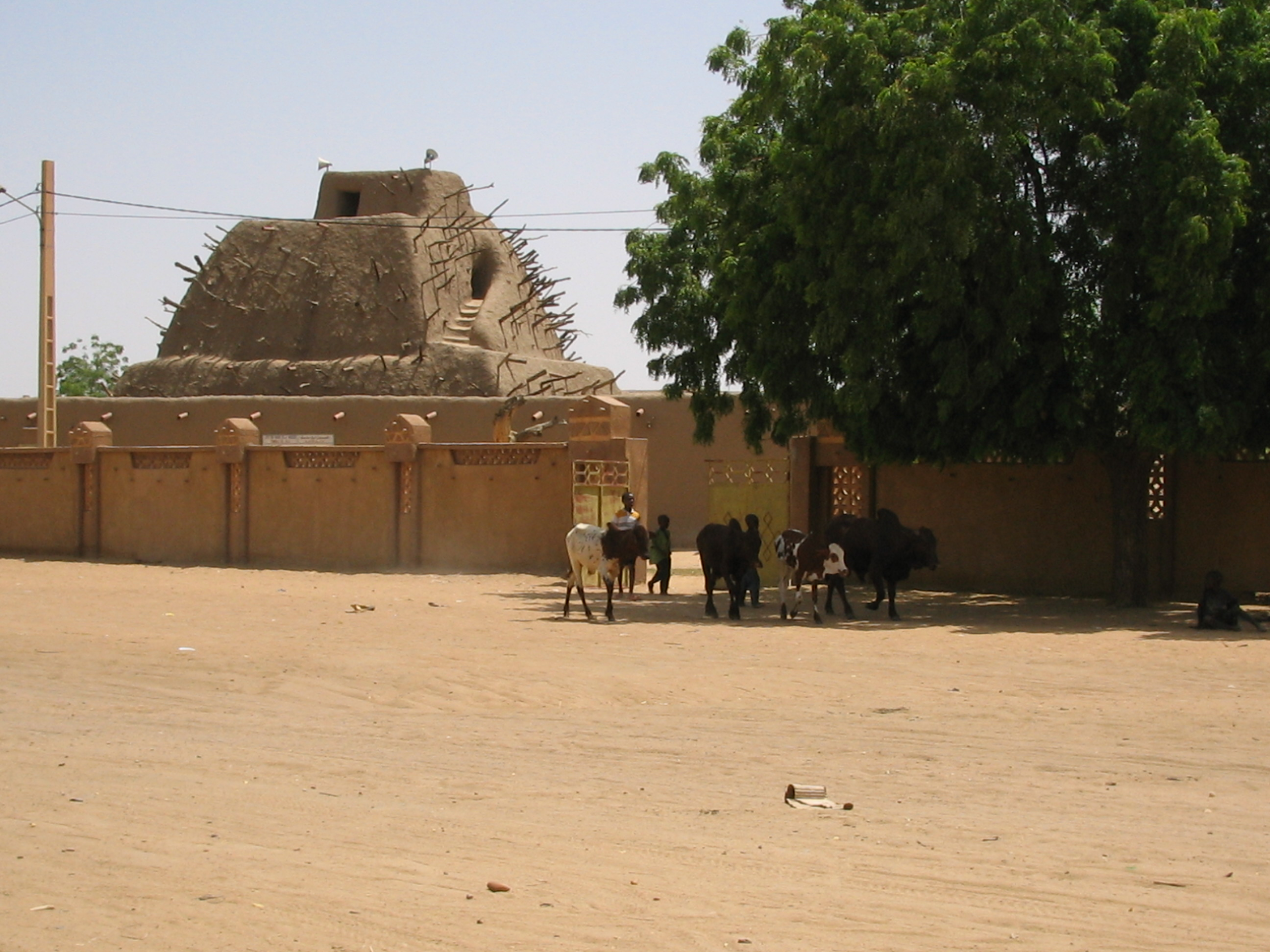
Les tombeaux des empereurs songhaïs (ici à Gao, Mali) : leur forme pyramidale est caractéristique. On en trouve des alignements sud-est / nord-ouest dans tout le Soudan jusqu'au nord de Zinder (Niger).

Le sultan saadien Ahmed el-Mansour hérite largement de la guerre entre le royaume saadien et l'Empire songhaï autant qu'il l'accentue. La guerre commence au milieu du XVIe siècle par une série de raids armés sur les périphéries des deux États, les Saadiens faisant razzier Teghazza et ses mines de sels, et les askias lançant leurs alliés touaregs contre le Drâa marocain.
En 1585, un détachement marocain effectue un raid sur la mine de sel de Teghaza, raid sans lendemain et qui ne débouche sur aucune occupation, car le Songhaï avait déjà entamé l'exploitation de la saline de Taoudeni au sud de Teghaza. Dix ans plus tard, les Marocains s'emparent définitivement de Teghaza, la grande mine de sel administrée par les Songhaï mais exploitée par des populations touarègues grâce à une population servile soudanaise. L'askia régnant Dawud (1549-1583) entame une épreuve de force et lance des raids touaregs sur les marges du royaume marocain. Un accord est trouvé avec le sultan marocain, pour le paiement d'une redevance prélevée par les Marocains sur les taxes perçues sur le commerce du sel de Teghazza, d'un montant de 100 000 dinars. Les troupes marocaines — déjà deux cents fusiliers — se retirent de Teghazza. Mais les populations touarègues qui exploitaient les mines de sel de Teghazza se replient à l'intérieur des terres du Songhaï (1583) quand les Marocains s'emparent définitivement des mines (1582-1586). Comme dit précédemment, Les Touaregs fondent un nouveau complexe minier deux cents kilomètres au sud, à Taoudéni (Taghazza al-Ghizlan, « Taghazza des Gazelles »). Le complexe minier des salines de Teghaza tombe en ruine, faute de main d’œuvre servile, et les revenus marocains s'effondrent.
À partir de 1582, El-Mansur entame une série d'expéditions pour sécuriser les marges sahariennes de son empire : il s'empare d'abord des oasis du Touat (1582) , la tutelle des ottomans n'ayant jamais dépassé l'atlas saharien. En 1583 le Sultan du Kanem-Bornou, May Idriss Alawoma, sollicite l'aide d'El-Mansour et contre un acte d'allégeance réclame (en vain) des armes à feu. Si l'aide marocaine ne parvint pas, l'acte d'allégeance avait fait rentrer le Soudan sous la suzeraineté politique marocaine. L'expédition de Chinguetti (1584) à travers le désert mauritanien s'étant heurtée à la résistance maure et portugaise, les Turcs descendant, eux aussi, mais par le Fezzan en Afrique subsaharienne, il ne reste plus comme voie d'expansion que l'annexion de l'Empire songhaï. Cependant si l'expédition marocaine sur les marges ouest de l'Empire songhaï se solda pour El-Mansour par une déconvenue, elle eut des conséquences stratégiques inattendues: elle contribua en effet à attirer l'attention des dignitaires du Songhaï sur l'extrême ouest de leur empire, entraînant une dispersion des forces soudanaises le long des berges du fleuve Niger.

## «L'expédition du Soudan»

### Préparatifs marocains
« L'expédition du Soudan » est le nom donné par la chancellerie saadienne à l'invasion et à la destruction de l'Empire songhaï par le corps expéditionnaire de Djouder Pacha en 1591. La première mention d'une conquête du Songhaï faite par El-Mansour a lieu devant les oulémas de Marrakech vers 1586. La réaction hostile des oulémas, qui soulignent les dangers d'une telle entreprise, oblige El-Mansour à différer son projet. Une guerre menée par un souverain musulman contre un autre souverain musulman n'est pas pour mobiliser les docteurs de la loi.
Près de quatre ans plus tard, El-Mansour a réuni un corps expéditionnaire, essentiellement constitué de mercenaires : des Andalous et des Grenadins, les uns chrétiens, les autres Morisques descendants des musulmans expulsés progressivement d'Espagne après la chute de Grenade (1492). Ils servent d'arquebusiers et sont organisés à la manière turque en 170 tentes de 20 soldats, soit près de 3 500 hommes. Les accompagnent des fantassins marocains (2 000 piquiers environ) des spahis (combattants irréguliers payés sur le pillage) et des lanciers, marocains, peut-être 1 500 cavaliers en tout. Une artillerie servie par des mercenaires anglais appuie l'ensemble du corps expéditionnaire: six pièces d'artillerie de campagne et une dizaine de mortiers à boulets de pierre achetés en Angleterre, auprès de la reine Élisabeth Ire, dont les compagnies de commerce entretiennent les meilleurs relations avec le sultan. L'intendance est assurée par un train chamelier (8 000 dromadaires conduits par 1 000 chameliers) et de 1 000 chevaux constitué par des échanges de chameaux mâles aptes au bât contre des chamelles pleines, échanges effectués auprès des tribus berbères et touaregs du Touât et de Mauritanie.
Le sultan El-Mansour a également fait construire des galiotes et des felouques, en pièces détachées, destinées à être remontées sur le fleuve Niger par une seconde colonne dirigée par Mahmoud ibn Zarqun. Si l'objectif immédiat est la destruction du Songhaï, El-Mansour vise toujours à contrer l'expansionnisme portugais au niveau du golfe de Guinée. La mise en place d'une flotte fluviale sert cet intérêt stratégique de long terme. Par ailleurs le fleuve Niger, appelé systématiquement « Nil » dans la documentation de la chancellerie saadienne, n'est pas encore identifié comme un cours d'eau différent du Nil d'Égypte. El-Mansour affiche régulièrement le projet de faire gagner l'Égypte à son armée. Dans cette éventualité il a mobilisé, parmi les 2 000 spécialistes affectés à l'expédition, des marins qui apportent les rames pour les galiotes.
En tout, le corps expéditionnaire est évalué à 22 000 hommes. Les auteurs contemporains sont plus réservés, peut-être 8 000 hommes en comptant les servants et les conducteurs du train, certains abaissant le nombre de combattants jusqu'à 1 000 arquebusiers, soit un corps expéditionnaire ne comptant pas plus de 4 000 hommes,. Le commandement de la première colonne est confié à un affranchi du sultan de Marrakech, Djouder Pacha, un natif de Las Cuevas en Espagne. Certains auteurs le disent eunuque du Sultan, ce qui suppose une capture ancienne dans son jeune âge, d'autres le disent seulement « favori » d'El-Mansour. Une chose est certaine, c'est un fort caractère qui n'hésite pas dans un premier temps à demander son retour rapide à Marrakech après Tondibi puis à le différer jusqu'en 1599, date à laquelle il accompagne El-Mansour dans sa guerre contre les princes héritiers. Djouder est exécuté en 1604 par Moulay Abdallah, qui sort victorieux de la guerre civile.
Appelés « renégats » dans les traductions francophones des sources arabes, ces chrétiens convertis à l'islam et au service militaire de princes musulmans sont une réalité banale à la Renaissance, de même que l'utilisation d'esclaves ou d'affranchis dans les corps d'armée, voire aux postes de commandement. Les frères Kayr el-Dine, qui tiennent la régence d'Alger dans la première moitié du XVIe siècle sont Grecs chrétiens convertis, et terminent leur carrière Kapudan Pacha, comme Hassan Venezziano qui est Italien, ou Djafar Pacha qui est Albanais. Les janissaires, corps d'arquebusiers d'élite des califes de Constantinople, sont tous d'extraction servile et chrétienne, les mamelouks d'Égypte sont issus des populations caucasiennes de la Mer Noire.
Djouder Pacha est accompagné par un état-major mixte de mercenaires et de Marocains constitué de 11 caïds et par une garde personnelle de 70 Européens sortis des geôles marocaines,. La seconde colonne portant les renforts et la flotte fluviale en pièces détachées est confiée à Mahmoûd ben-Zergoun Pacha, lui aussi un converti proche d'El-Mansour.

### Prémices
Djouder Pacha part de Marrakech, où l'armée s'est concentrée lentement, aux alentours de la mi-octobre, début novembre selon les auteurs. Sa colonne franchit le Drâa et l'Atlas marocain par les passes du Glaoui (aujourd'hui la Kasbah de Télouet au Maroc, dans l'Anti-Atlas), fait jonction avec le train chamelier et les troupes irrégulières entre Ouarzazate et Zagora, puis file vers les oasis du Touât avant de descendre plein sud, suivant en cela les caravanes transsahariennes commerçantes. L'intendance (blé, orge, dattes) est prévue pour 100 jours de marche de Marrakech à Tombouctou, dont 70 dans le désert du Sahara (au total 135 jours de marches), soit la vitesse de déplacement d'une caravane commerçante habituelle. Il passe à l'est d'Araouane, après avoir réquisitionné la caravane d'un marchand marocain, preuve que la traversée avait été plus dure que prévu, en tout cas pour les animaux de bât. Fin février il est devant Tombouctou, peut-être le 28. Il contourne la ville aux fortifications puissantes et livre une première bataille à Karabara, dont le lieu exact reste incertain : aujourd'hui près de Bamba au Mali selon certains, peut-être Kabara, l'avant-port de Tombouctou, d'autres situent son arrivée à Bawa à l'ouest de Tombouctou, sur les rives du fleuve Niger. Les sources ne disent pas quelle est l'issue de la bataille, mais elle n'est pas concluante car les Songhaïs gardent le contrôle du champ de bataille, jetant les mousquets des Marocains dans l'eau du fleuve, en signe de mépris pour cette arme qu'ils jugent bonne seulement pour des lâches.
Ishaq II est informé de la descente marocaine. Mais il n'escompte pas une offensive directement sur Gao, sa capitale, via Teghazza et Taoudéni. Les confédérations touarègues fidèles ont bouché les puits et les sources d'eau le long d'un axe Taoudéni-Araouane-Tombouctou, en pure perte puisque Djouder Pacha est passé 250 kilomètres plus à l'est. Le Songhaï s'est préparé à la guerre, mais la vitesse de marche de Djouder Pacha et sa route surprennent les dignitaires songhaïs. Ishaq II et ses conseillers imaginaient une invasion marocaine vers le Songhaï utile, c'est-à-dire vers les villes situées entre Djenné et Tombouctou. L'armée songhaï se met donc en route vers Djouder Pacha en suivant les berges du fleuve Niger. Une flottille de pirogues à balanciers (le Songhaï en compte 2 000 sur le fleuve Niger, servis par les Bozos) suit l'armée pour l'intendance et la devance pour éclairer sa marche. Quand les deux armées se rencontrent enfin, ce n'est une surprise ni pour les uns, ni pour les autres.

## Forces en présence

### L'armée marocaine
Les chiffres donnés par les différents chroniqueurs et même par les historiens contemporains sont tellement différents qu'il semble illusoire de se faire une idée de la taille réelle des armées en présence. Aux vingt mille hommes d'El-Ifrani et aux vingt-deux mille d'Al-Zayyâni pour le corps expéditionnaire de Djouder Pacha, de Castries propose 4 000 hommes dont la moitié aurait péri durant la traversée du désert, soit 2 000 présents à Tondibi. Les Tarikhs donnent pour le même corps expéditionnaire 4 000 combattants et le double de servants et d'ouvriers, soit une force de près de 12 000 hommes. Les chiffres bas (moins de 4 000 hommes) donnés par les auteurs européens de la première moitié du XXe siècle sont plutôt en rapport avec les effectifs des colonnes sahariennes coloniales du XIXe siècle qu'avec les chiffres des sources arabes. Les chiffres donnés pour l'armée songhaï par les Tarikhs, sans être hors de proportion avec les capacités logistiques des empires, restent théoriques : 12 000 cavaliers et 30 000 fantassins dans les rangs songhaïs, quand John Iliffe propose entre 10 000 et 20 000 hommes. Ni de Castries pour les effectifs de l'arme saadienne, ni Iliffe pour les effectifs des armées songhaï ne justifient ces variations par rapport aux sources officielles.

### L'armée songhaï
L'analyse de Jean Boulègue sur les tailles des armées soudanaises est intéressante. On peut en déduire que les askias pouvaient en théorie mobiliser 40 000 combattants. Le Songhaï disposait en effet de trois corps d'armée permanents de près de 4 600 hommes chacun, un dans le Kurmina sous le commandement du Balama, un autre à Gao sous le commandement de l'Askia et un autre dans le Dendi, la région située en aval de Koukya, la capitale religieuse et historique du Songhaï. Ce corps d'armée situé sur la frontière sud-est de l'Empire étant le moins puissant des trois. Le reste de l'armée songhaï était constitué de la flottille fluviale de 2 000 pirogues commandée par le Hi-Koï, amiral et ministre de l'Intérieur, un des principaux dignitaires de l'Empire. Des contingents des royaumes vassalisés constituaient le gros des troupes : Mossis, Dendis et Macinas fournissaient l'infanterie. Or l'arrivée des Marocains coupe l'Empire en deux, privant l'Askia Ishaq II du corps d'armée du Kurmina et d'une partie de sa flottille, tandis que l'agitation aux frontières empêche le corps d'armée du Dendi de venir à temps.
La guerre civile, qui avait divisé l'Empire, avait aussi divisé l'armée en deux, l'Askia Ishaq II ne pouvait mobiliser les forces de l'Ouest dont les quartiers généraux étaient à Tombouctou et à Djenné, soit derrière les lignes de Djouder. Il ne disposait plus en théorie que des deux corps d'armée professionnels de Gao et du Dendi, d'une partie de sa flottille fluviale et d'alliés touaregs et du Gourma difficilement estimables. Le Tarikh al-fettach qui propose 18 000 cavaliers et 9 700 fantassins donne par ailleurs une image plus juste d'une armée songhaï amputée de ses contingents professionnels et plus qu'essentiellement constituée d'une chevalerie noble.
Les armées songhaïs sont très inégalement armées et équipées. À la différence des armées de l'empire du Mali (1230-1468) qui étaient constituées de contingents agrégés des guerriers libres de leurs vassaux, mobilisés à la morte saison sur le même schéma que l'ost médiéval, les armées songhaïs depuis Sonni Ali Ber sont constituées d'un noyau de soldats professionnels mobilisés à plein temps et pour une large part de caste servile, propriété de l'Askia. Ce sont ces contingents de fantassins qui forment les trois corps d'armée stationnés en permanence le long du fleuve Niger.
Outre la mise en place d'une armée permanente, le Songhaï modifie profondément l'armement et l'équipement des troupes permanentes : les javelots à fer en cuivre remplacent les anciennes lances, les armures équipent les cavaliers, les fantassins sont protégés de cuirasses en cuir d'hippopotame. Les auteurs marocains et soudanais parlent volontiers des « armures », sous-entendu des armures de fer, des fantassins et des cavaliers songhaïs, que ceux-ci revêtiraient sous leurs tuniques. Sous le terme d'armure, les armées soudanaises rangent deux types de protection : d'une part de solides gambisons, d'autre part des cottes faites soit de mailles de fer (portées en particulier par les guerriers du Kanem-Bornou sur le modèle des cataphractaires) soit de plaques légères de fer. L'incertitude vient du fait qu'on parlera au Soudan d'armure y compris pour les cavaliers équipés de gambison, comme les officiers de la colonne Voulet et Chanoine et de la mission Joalland-Meynier s'en rendront compte en affrontant la chevalerie du sultan de Zinder (1899),.
Les dépenses occasionnées par un tel équipement excluent progressivement les hommes libres de condition modeste des rangs de l'armée. Désormais la guerre oppose une aristocratie guerrière solidement et coûteusement équipée, épaulée par des combattants professionnels bien armés aux traditionnels hommes libres, guerriers et chasseurs. L'armée songhaï s'impose sur ces combattants traditionnels par la supériorité de son entraînement et de son équipement. Djouder Pacha n'affronte donc pas une horde indisciplinée de guerriers valeureux mais quasi nus ; il a en face de lui une armée structurée et solidement équipée, entraînée et à l'idéologie belliqueuse affirmée.

## Déroulement
Lorsque le corps expéditionnaire de Djouder Pacha arrive à Tondibi (la « pierre noire » en songhaï, à 50 km en amont de Gao, un affleurement rocheux sur les berges du fleuve), au lieu-dit Sonkia, un espace de pâturage pour le bétail des transhumants, l'armée de l'Askia Ishaq II est déjà solidement installée. Les Songhaïs ont édifié des murs de défense en banco doublant les épineux qui bordaient l'enclos de pâture. L'infanterie songhaï est placée derrière le mur de défense. Les deux armées se placent de prime abord en vis-à-vis sur les hauteurs qui dominent le terrain de pacage du bétail.
Le corps expéditionnaire marocain adopte la tactique de déploiement en croissant des armées ottomanes : autour de l'artillerie et de l'état-major, placés au centre du dispositif, s'articulent de part et d'autre du centre deux ailes commandées par des mercenaires convertis, Ba Hassen Friro à droite et Qâsem Waradououï el-Andalousi à gauche. Chaque aile comprend des arquebusiers, Andalous mercenaires à gauche, Grenadins morisques à droite, appuyés par les piquiers marocains, et aux extrémités de chaque aile sont placés les contingents de cavalerie. La cavalerie légère maure est placée en arrière-garde, entre les bagages et l'état-major de Djouder Pacha. C'est le même dispositif qu'à Ksar el-Kébir. La bataille qui va se livrer reproduit d'ailleurs en mode inversé la bataille de Ksar el-Kébir : cette fois-ci ce sont les Marocains qui ont l'avantage de la technique et de la puissance de feu et leur ennemi qui a l'avantage du nombre. Les Marocains savent, pour avoir affronté des armées portugaises et ottomanes équipées d'armes à feu, que le temps très long de rechargement des armes (1 minute) et des canons est un de leurs principaux handicaps. Par ailleurs, les armes à feu chauffent et un tir prolongé sous une forte chaleur est impossible.
La bataille de Tondibi va durer toute la journée, la défense des Songhaïs étant qualifiée « de résistance héroïque » : les premiers engagements commencent en fin de matinée et les troupes songhaïs quittent le champ de bataille avant la nuit tombée. Il n'y a eu ni effondrement militaire ni panique ce jour-là du côté des Songhaïs, si ce n'est sous la plume des historiens saadiens. Les Marocains ouvrent la bataille par une série d'engagements de cavalerie sur les ailes, destinés à empêcher l'armée songhaï de se déployer. Ensuite les Marocains ouvrent le feu avec l'artillerie détruisant les murets de fortifications qui protègent l'infanterie songhaï. En conséquence, devant la puissance de feu de l'armée marocaine, une attaque frontale est décidée par les dignitaires songhaïs contre le centre du dispositif marocain. Les zébus du bât sont amenés en première ligne et affolés pour se ruer sur les lignes d'arquebusiers des Marocains, afin de couvrir l'avancée de l'infanterie. Mais la mitraille des mousquets et des canons affole le bétail qui est décimé et se retourne contre les masses d'infanterie disposées en arrière, piétinant les guerriers songhaïs.
Devant l'échec de l'attaque et prenant la mesure de la puissance de feu de l'artillerie marocaine, un vif débat s'engage entre les dignitaires songhaïs, dont les principaux ministres qui demandent le départ du champ de bataille de l'Askia Ishaq II. Les princes du sang et les nobles veulent continuer l'attaque et demandent que l'Askia reste, mais l'option des principaux ministres est choisie et l'Askia quitte le champ de bataille, laissant derrière lui sa garde de guerriers sonnas. La cavalerie songhaï charge plusieurs fois les rangs marocains mais le tir des soldats marocains interdit leur progression. La contre attaque de la cavalerie marocaine et des archers marocains refoule la cavalerie songhaï. En fin d'après-midi l'armée songhaï s'est repliée sur la route de Gao où elle est regroupée progressivement.
L'infanterie marocaine atteint le centre songhaï laissé à la garde des sonnas, qui se sont liés les genoux par une corde et se sont assis sur leur bouclier : les soldats de Djouder Pacha les fusillent sur place et s'emparent ensuite des bracelets et des parures d'or des guerriers et des cavaliers laissés à terre. Djouder Pacha fait camper le corps expéditionnaire sur place, n'entrant à Gao que près de deux semaines plus tard. Les combats sont cependant vifs toute la soirée, entre les deux cavaleries, les Songhaïs multipliant les attaques jusqu'à la nuit.

## Conséquences

### Conséquences politiques
La défaite de Tondibi n'est pas la dernière bataille que les Songhaïs livrent aux Marocains, mais elle provoque l'explosion du gouvernement songhaï et la fin de l'emprise des Songhaïs sur la vallée du fleuve Niger. Coupé en deux avec l'installation des Marocains à Tombouctou (avril 1591), l'Empire est dirigé par deux askias, un nommé par les pachas de Tombouctou et dirigeant l'Ouest de l'Empire (Kurmina et Macina), et un autre la partie extrême-orientale, le Dendi, au sud de Koukya, la capitale religieuse des Songhaïs et le foyer historique du royaume de Gao. La défaite militaire signe donc l'effondrement d'une civilisation, brusquement expulsée de son foyer originel et contrainte à un long exode de près de 500 kilomètres sur l'aval du fleuve Niger. Finalement, après l'acte d'allégeance de l'Askia Nouhou (1595), l'Empire songhaï se dilue dans le monde zarma avec lequel il finit par se confondre.
La capitale est transférée de Gao au Mali vers diverses localités au Niger, dont la dernière est Sikye, aujourd'hui englobée dans l'agglomération de Niamey. Les empereurs ne règnent plus que formellement sur la partie méridionale de l'Empire songhaï, le Dendi. L'Empire songhaï avait pris le relais de l'empire du Mali au XVe siècle. Il était devenu l'entité politique structurante de la société ouest-africaine. L'Empire songhaï ne s'en remettra jamais et aucun empire ouest-africain de cette taille ne renaîtra même si l'on trouve par la suite :
- le royaume bambara de Ségou et celui du Kaarta fondé par les Coulibaly ;
- l'Empire peul du Macina de Sékou Amadou ;
- l'Empire toucouleur d'El Hadj Oumar Tall.

Le pachalik de Tombouctou, dirigé essentiellement par Djouder Pacha jusqu'en 1599 (date à laquelle il est finalement rappelé au Maroc pour épauler le sultan El-Mansour dans sa guerre contre les chérifs du Rif), s'installe progressivement. À partir de 1599, les forces d'occupation marocaines ne comptent plus de mercenaires européens, tous rapatriés au Maroc. La douane marocaine installe des postes jusqu'à Djenné en amont du Niger, à l'entrée des méandres du Macina. Les cadis sont nommés par les pachas de Tombouctou et accompagnés par des soldats marocains, les « Armas » quand les troubles sont importants. Si l'autorité des pachas est nominale au-delà de Gao vers l'aval et ne s'exerce que par intermittence sur Djenné et jamais au-delà en amont, le Maroc contrôle efficacement tous les ports situés entre Tombouctou et le Macina.
Les Marocains ne sont pas les seuls à avoir contribué à l'atomisation politique du Soudan nigérien. À la même époque l'empire du Mali, dont la capitale, longtemps itinérante, s'était fixée à Niani en amont du fleuve Niger, s'effondre aussi sous les assauts des Peuls Toucouleurs de la vallée du fleuve Sénégal. Les différentes composantes de l'Empire songhaï défunt prennent leur indépendance: les populations nomades sont les premières bénéficiaires de l'effondrement de l'empire du Songhaï. Les populations peuls, longtemps coincées entre les grandes composantes géopolitiques de la région (Jolof de Sénégambie, Mali, Songhaï) commencent leur émergence politique. Les confédérations touarègues prennent elles aussi leur indépendance et, dès le milieu du XVIIIe siècle, rivalisent de puissance avec les pachas de Tombouctou. L'atomisation politique du Soudan laisse donc la place à de nouvelles constructions politiques, moins étendues certes, mais fondées sur une conception inclusive de l'islam politique.
Cependant la destruction de l'Empire songhaï, la disparition de son administration et la fragmentation politique de la vallée du Niger ont des conséquences sanitaires et sociales immédiates très lourdes. Les Tarikhs notent la généralisation de la violence et de l'insécurité, soulignant, chaque fois que c'est possible, que les Marocains, dans leurs déplacements le long du fleuve, en sont tout autant victimes que les Soudanais. Même si l'idéalisation des temps passés est un des topoï de la littérature des élites soudanaises, les escortes qui accompagnent le moindre déplacement de cadi au sein du Pachalik laissent penser que l'atomisation politique a accru l'insécurité.
Plus tragiquement encore, les maladies et les sécheresses, avec leur lot de famines, s'accélèrent. La peste ravageait déjà le bassin du Niger depuis 1588. La famine de 1616 à 1619, déclenchée par des inondations, obligea le pacha de Tombouctou à exempter de la dîme tous ses sujets. Entre 1639 et 1643, une nouvelle famine déclenchée par la sécheresse entraîna un si grand nombre de morts qu'ils étaient laissés dans les rues : la peste refit son apparition. Au XVIIIe siècle, des villes étapes comme Araouane étaient désertées. La population des villes avait été diminuée de 50 %, et ce jusqu'aux marges des pays wolof et haoussa. L'atomisation politique a interdit une réponse coordonnée devant ces calamités, régulières auparavant mais aux conséquences moins rudes.

### Conséquences économiques
La ruine de Tombouctou notée par René Caillié au début du XIXe siècle est attribuée à la destruction du Songhaï par le corps expéditionnaire de Djouder Pacha. Une idée remise partiellement en cause par Michel Abitbol. Selon lui, la valeur des échanges entre le Soudan et le Maghreb, plus particulièrement le Maroc, s'est en effet amoindrie mais d'une part moins qu'on a voulu le dire, et d'autre part essentiellement du fait de la concurrence des comptoirs européens du Sénégal et de Gambie qui drainaient à eux une part importante des produits. Le point le plus important, selon Michel Abitbol, ce n'est pas la diminution relative de la valeur globale des marchandises qui transitaient par les villes caravanières du fleuve Niger (Gao, Tombouctou, Djenné) mais l'évolution de la nature des cargaisons.
Aux produits anciens (esclaves, or et kola) se sont en effet substitués les plumes d'autruche, les textiles écrus et surtout, de plus en plus la gomme arabique, qui transitait par les ports de Tanger et d'Agadir vers les villes textiles industrielles anglaises et françaises. Si ce nouveau commerce caravanier doit faire face à la concurrence de la voie atlantique, il se polarise surtout différemment. Gao, qui perd son statut de capitale politique, retrouve son rôle de plaque tournante commerciale régionale et via Tadmekka se branche sur les circuits commerciaux ottomans par le biais du Fezzan et de l'Égypte. De la même manière, la fin de la tutelle songhaï permet l'essor des cités-États haoussas comme Kano et Sokoto, anciennement seulement connectées aux circuits commerciaux du Fezzan, et qui s'imposent dans la sous-région. Le haoussa devient la langue de communication et de cour du Soudan.
Le commerce saharien n'est donc pas tant ruiné que réorganisé, dynamisé sur ses marges, de Djenné aux embouchures du Sénégal et de la Gambie, et autour du lac Tchad, et surtout recomposé, laissant les vieux produits issus du commerce médiéval pour se focaliser sur les matières premières compatibles avec l'essor d'une proto-industrie textile européenne, dont le Maghreb n'est plus qu'une succession de ports de rupture de charge. Cependant, si la valeur globale de ce commerce s'est réduite, l'importation de produits de luxe en provenance du Maghreb et à destination des rives du fleuve Niger montre aussi l'existence d'une communauté arabe aussi voire plus importante qu'avant l'invasion. Et l'apparition d'une classe marchande soudanaise plus aisée.

### Conséquences religieuses et sociales
La destruction de la civilisation curiale songhaï et la ruine de ses villes phare comme Gao et Koukya entraîne un exode des lettrés musulmans. Le plus connu reste Ahmed Baba, déporté à Marrakech, et qui étonne par la profondeur de son savoir et de sa sagesse religieuse. Mais si le destin d'Ahmed Baba est essentiellement urbain, la plupart des lettrés s'exilent dans des villes modestes de la savane où ils fondent des pôles maraboutiques, ce qui permet une islamisation des campagnes. L'islam sort des villes et gagne les campagnes. Au milieu du XVIIIe siècle, les royaumes animistes comme celui du Mossi autour de Ouagadougou (actuel Burkina Faso) sont islamisés. C'est ce qu'on appelle la « seconde islamisation » du Soudan.

## Raisons de la défaite songhaï de Tondibi
Si la défaite de Tondibi n'est pas la dernière bataille livrée par les askias puisque la reddition et la vassalisation des Songhaïs ne sont actés qu'en 1595, la défaite a un retentissement important, ouvrant par exemple les portes de Tombouctou à Djouder Pacha qui s'y installe le 25 avril, rasant les quartiers centraux pour y bâtir la Casbah marocaine. La tradition historiographique s'est longtemps contentée d'expliquer la défaite du Songhaï par la suprématie technique des Marocains dotés d'armes à feu. Cette explication suit les grandes lignes des récits de la fin du XIXe siècle et de la première moitié du XXe siècle. Elle reprend donc une lecture européo-centrée qui postule la supériorité ontologique des civilisations techniciennes sur les civilisations végétales. Les parallèles entre Hernán Cortès et la conquête du Mexique sont frappants et servent de toile de fond à l'étude de la conquête du Soudan par Djouder Pacha : même supériorité technique, même disproportion des forces, même sidération de la société devant la défaite.

### La puissance de feu marocaine
La défaite de Tondibi qui voit s'opposer près de 40 000 Soudanais à moins d'une dizaine de milliers de Marocains s'explique-t-elle par un effet de sidération devant les armes à feu, comme on a pu le dire pour les Amérindiens devant les arquebuses des Conquistadors ? Il est cependant établi maintenant que la défaite des Amérindiens ne doit pas tellement à la disproportion technique qu'à des dissensions internes. Les guerriers mexicas ne sont pas longtemps impressionnés par les mousquets des Hispaniques et, au contraire, ils jettent les canons espagnols capturés à la suite de la Noche Triste dans le fond de la lagune de Tenochtitlan et ne cherchent pas à s'en servir contre les envahisseurs. S'il n'y a pas eu sidération des Amérindiens devant la puissance de feu des Espagnols, y en a t-il eu des Soudanais devant le feu marocain ? La bataille de Tondibi qui dure toute la journée montre que non. Les guerriers songhaïs du Kurmina jettent les mousquets marocains au fond du fleuve Niger après la bataille de Karabara, geste à rapprocher de celui des guerriers mexicas. Par ailleurs, et contrairement aux Amérindiens, les Songhaïs connaissent les fusils, ils ont déjà combattu les Marocains autour des salines du Nord. Comme les Amérindiens ce n'est pas qu'ils ne savent pas se servir des armes à feu, c'est qu'ils ne le veulent pas, considérant cette arme de trait comme l'arme des lâches. Un acte que les guerriers songhaïs rééditent quand, après la capture de l'Askia Mohammed à Gao, ils tendent une embuscade à un groupe de combattants marocains établis en protection autour de Tombouctou.
L'utilisation par les Saadiens de l'artillerie, arme de prédilection des forces ottomanes dans lesquelles Abd al-Malik et Ahmed el-Mansur ont servi, et qui permet de déjouer la ruse songhaï de la charge des zébus en furie, puis de retourner le bétail contre l'infanterie des askias, paraît plus convaincante pour comprendre la défaite. Contrairement aux armes légères, les canons n'ont alors quasiment jamais été utilisés dans une bataille en Afrique de l'Ouest avant Tondibi. Plus qu'une victoire des mousquets, c'est une victoire des canons. Un débat historiographique s'est engagé pour déterminer la valeur de cette artillerie : certains jugent que les pièces, transportées deux à deux sur les dromadaires devaient être de faible calibre et donc peu efficaces, et qu'achetées auprès des souverains européens elles devaient n'être que des pièces de rebut. Les auteurs anglo-saxons révisent la valeur de l'armement à la hausse, même si les auteurs mettent aussi en avant la grande fragilité des armes et leur usage réservé à des professionnels aguerris.
Il n'y a donc pas eu sidération des Soudanais devant les armes à feu mais devant la puissance déployée par l'artillerie marocaine, qui rend caduques toutes les techniques habituelles de guerre : submersion par le nombre, charge d'une cavalerie cuirassée et charge des zébus du bât. L'armée songhaï ne s'effondre pas mais elle est dépassée techniquement et tactiquement par les moyens mis en œuvre pour la combattre. Cependant, l'organisation militaire songhaï est prise en défaut avant et pendant la bataille, et la puissance de feu de l'armée saadienne n'explique pas à elle seule la défaite de Tondibi.

### Mobilisation songhaï tardive et incomplète
Les historiens africains et les africanistes sur plusieurs générations (Boubou Hama,, Joseph Ki-Zerbo, Michel Abitbol ou André Salifou) ont jugé sévèrement l'état d'impréparation supposée de l'Empire songhaï face à la force d'invasion. Indiscutablement, nul ne pouvait ignorer dans le cercle dirigeant songhaï que les relations avec les sultans marocains wattasides puis saadiens s'étaient irrémédiablement dégradées, que les sultans marocains cherchaient à contrôler la production du sel pour avoir barre sur la politique soudanaise et que les tensions s'étaient aggravées avec l'arrivée au pouvoir des Saadiens. On s'étonne donc qu'une force armée ait pu descendre du Sahara sans être interceptée avant son arrivée à 50 kilomètres de Gao, capitale de l'Empire.
Les historiens contemporains sont divisés sur les explications à donner pour comprendre la lenteur de la réaction songhaï. Joseph Ki-Zerbo émet l'hypothèse (1973, 1978, 1994) que l'Aski Ishaq II, anticipant une invasion de son empire sur la partie ouest du Kurmina et du Macina, abritant les villes de Djenné et de Tombouctou par exemple, avait posté son armée principale pour attendre les Marocains à Kaba, entre Mopti et Tombouctou, en aval du Macina. Soit 400 kilomètres trop à l'ouest. Une hypothèse qui fait se trouver les principaux corps d'armées en plein territoire séditieux depuis 1588, et qui postule une capacité de mobilisation et de déplacement de l'armée songhaï supérieure à ce qu'elle montrera par la suite. On note également que le sultan Ishaq II rechignera le plus longtemps possible à passer sur la rive Gourma du fleuve Niger, or c'est précisément là que se trouve Kaba. Une possible confusion entre Kabara, l'avant-port de Tombouctou, Karabara, entre Tondibi et Tombouctou, où ont lieu les premiers affrontements est possible.
Bernard Nantet rappelle que la pression touarègue s'était accentuée sur l'Empire songhaï, particulièrement celle des Ifoghas sur Tombouctou, gênant par là les communications entre les divers corps d'armée de l'askia. Edward William Bovill suppose même que les confédérations touarègues ennemies assassinèrent les messagers songhaï porteurs des ordres de mobilisation. Sans avoir à supputer de l'assassinat des messagers du Songhaï, on peut raisonnablement imaginer que les souverains des royaumes non islamisés comme les royaumes mossi qui servaient tour-à-tour de réserve d'esclaves et de contingents n'ont pas été les plus rapides à répondre à l'ordre de mobilisation. L'assassinat d'Ishaq II en pays gourma montre combien la région entre les pays mossi et la falaise du Bandiagara était instable et rebelle.

### Dissensions au sein des élites et délitement de la société songhaï
Si le Songhaï a été gêné dans sa mobilisation par le relâchement de son emprise sur ses vassaux et ses alliés traditionnels, par le début de la crise économique et sanitaire, et par la guerre civile précédente, les dissensions politiques au sein des élites songhaïs expliquent aussi la défaite de Tondibi, et celles qui suivent. Elles éclatent au grand jour avant même la bataille de Tondibi, et se prolongent tout au long des combats, opposant d'une part les ministres de l'askia, et d'autre part les princes qui prennent systématiquement un avis contraire à celui des ministres. Les dissensions éclatent d'abord après la découverte que l'armée marocaine se situait entre Tombouctou et Gao: tandis que les ministres d'Ishaq II prônaient une politique de prudence, demandant l'évacuation de Gao et le passage de l'administration et du trésor sur la rive du Gourma, les princes du sang militaient au contraire pour une politique agressive.
Pendant la bataille, les mêmes lignes de fracture au sein de l'élite songhaï apparaissent : quand les salves de l'artillerie marocaine rendent caduques toutes les stratégies élaborées lors du conseil de guerre, les principaux dignitaires demandent à l'askia de quitter le champ de bataille. Les princes crient à la lâcheté et font au contraire assaut de charges audacieuses contre les rangs marocains pour souligner l'écart de valeur entre eux d'une part et l'askia et sa cour d'autre part. La tradition orale songhaï garde d'ailleurs une très mauvaise image des derniers askias, particulièrement d'Ishaq II, accusé d'avoir fui nuitamment Gao en emportant avec lui les insignes de la royauté, qu'il aurait ensuite rendues aux premières sollicitations des princes venus le rattraper. De l'Askia Nouhou (1592-1595) ensuite, qui aurait tout bonnement démissionné devant l'ampleur de la tâche. Si paradoxalement la tradition semble avoir pris le parti des princes frondeurs, elle donne néanmoins l'image d'une trahison en cascade des élites songhaïs, désunies, fébriles et déconnectées des enjeux historiques et des défis que l'invasion marocaine représentait.
Les dissensions politiques au sein des élites songhaïs sont loin d'avoir été une spécificité de l'Empire, même si elles apparaissent comme un des problèmes récurrents de Gao. Au Kanem-Bornou, les règles successorales floues entraînèrent des conflits tout au long du XVIe siècle, le roi May Idriss (1571-1603), exact contemporain d'Ahmed IV el-Mansour et d'Ishaq II, s'imposa par la force. Le Maroc saadien lui-même sortait des turbulences politiques qui avaient entraîné la chute des Wattasides, et se préparait à entrer dans une guerre civile pour l'héritage d'Ahmed IV, les exilés politiques revenaient régulièrement de leur exil portugais pour renverser el-Mansour. Sans parler évidemment des troubles successoraux en Europe, au sein de la famille régnante des Tudors par exemple ou de la fragmentation inexorable de l'Empire de Philippe II avec la révolte des Gueux des Provinces-Unies. Aucun de ces États n'a été si brutalement abattu comme le Songhaï l'a été.
C'est que la situation du Songhaï dépasse les simples turbulences politiques : c'est l'ensemble de la société songhaï qui croit perdre ses valeurs. Les deux Tarikhs de Tombouctou relatent à l'envi la dépravation de la cour des askias, énumérant les cas d'adultères, voire d'incestes entre princes et princesses. La guerre civile de 1588 d'ailleurs commence par l'assassinat par le Balama Sadiki, prince du sang, frère de l'askia précédent, du gouverneur de Tombouctou nommé par l'askia. Dans la même veine, le sultan Ahmed IV est informé de la situation calamiteuse de l'Empire par un transfuge songhaï, Ould Krinfil, ancien gouverneur de Taoudéni, un des postes clés de l'économie soudanaise qui n'hésite pas à trahir pour se venger d'un manque d'avancement dans sa carrière.

## Problématique des sources
« L'expédition du Soudan » est bien documentée aussi bien par les sources marocaines qui puisent leurs renseignements des documents de la chancellerie saadienne, que par les sources soudanaises soit écrites par des contemporains soit orales songhaïs, parfois peut-être supportées par des écrits que les griots appellent aussi « Tarikhs ». Le seul récit d'un témoin direct, récit d'un « anonyme espagnol » est fortement suspecté d'être une réécriture par Juan de Medina, ambassadeur de Philippe II auprès des sultans de Marrakech. Derrière cette abondance de sources écrites se cache cependant une grande paresse des historiens contemporains francophones qui ont peu renouvelé un fonds largement disponible en français depuis la fin du XIXe siècle. La fréquence avec laquelle on retrouve dans les ouvrages scientifiques les informations des Tarikhs et des articles de Castries et de Boisboissel est révélatrice.

### Les sources arabes marocaines
Les historiens arabes ont eu accès à la chancellerie saadienne et un grand nombre d’œuvres traduites essentiellement par Houdas et Delafosse (fin du XIXe siècle et début du XXe siècle) est disponible. La liste qui suit est bien évidemment non exhaustive mais concerne des historiens marocains du XVIIe siècle, soit contemporains soit écrivant moins d'un siècle après les faits.
- Al-Fishtali (Abd al-Aziz), Manahil al-safa fi ma'athir mawalina al-shurafa, rédigé fin du XVIe siècle-début du XVIIe siècle à la cour d'Ahmed IV el-Mansour (Marrakech) par celui qui fut un des principaux hauts fonctionnaires du sultan saadien, édité en arabe par Abd al-Karim Kurayyim, Rabat, 1973, certains textes de l'historien marocain sont traduits en anglais par Nabil Matar, Europe Through Arab Eyes (1578-1727), 2008, Columbia University, État de New York, 352 pages, dont page 139 une description de l'attaque anglaise sur Cadix  (ISBN 978-0231141949).
- El-Ifrani (Mohammed), Histoire de la dynastie saadienne au Maroc (1511-1670), Marrakech, XVIIIe siècle, traduit par Houdas, Paris, 1888-1889, aux éditions Ernest Leroux, deux volumes, un 1er volume de texte en arabe (315 pages) et un 2e volume de traduction de notes et d'appareil critique (560 pages), réédité en 1973 par l'École nationale des langues orientales vivantes  (ISSN 1764-7703).
- Al-Zayyân (Abu al-Qâsim), Histoire de la dynastie sa'dide, texte traduit par Le Tourneau (1962), présenté, reproduit et annoté par Mougin et Hamburger (1977) dans la Revue de l'Occident musulman et de la Méditerranée, Paris, Volume 23, no 1, pages 7 à 109. Al-Zayyân présente en 26 pages la dynastie saadienne dont 10 sont consacrées à El-Mansour. Sur les dix pages, 6 sont consacrées à l'expédition du Soudan, selon, dit l'auteur, des sources de la chancellerie saadienne. Texte original disponible à l'université de Rabat, Maroc.

### Les sources arabes soudanaises
Deux documents soudanais écrits par des contemporains sont particulièrement utiles pour permettre aux historiens de comprendre le sens donné à la bataille de Tondibi en particulier, et à la conquête marocaine en général. Il s'agit de Mohammed Kâti et d'un de ses petits-fils, probablement Ithun Kâti, Tarikh el-Fettash, fin du XVIe siècle et milieu du XVIIe siècle (Tombouctou). Mohammed Kâti, mort en 1593, est un contemporain des événements mais lui et son petit-fils rapportent (pour la bataille de Tondibi et les détails de la campagne marocaine en dehors de Tombouctou) les faits d'après les dires de tierces personnes, ayant elles-mêmes rapporté les faits d'après les dires de témoins et d'acteurs des faits. Les informations sont donc fragmentaires. Il s'agit également au milieu du XVIIe siècle d'Abderrahmane Sa'adi, Tarikh es-Sudan (Tombouctou), qui relate l'histoire du Mali et du Songhaï et consacre le dernier quart de sa chronique à la chute des askias et à la guerre civile qui s'ensuivit.
Ces Tarikhs sont des manuscrits, c'est-à-dire des livres copiés à la main. Il en existe plusieurs exemplaires (4 pour le Tarikh el-fettach notés manuscrit a, b, c et d) qui sont parfois fragmentaires et parfois contradictoires. Les copistes n'ayant pas toujours eu grand soin dans la réalisation de la copie, parfois corrigeant ce qu'ils estimaient être une erreur. C'est le cas pour les dates par exemple qui sont allègrement corrigées par les copistes. D'où, à l'incertitude initiale sur la véracité de faits rapportés de seconde, voire de troisième main, l'incertitude liée à la qualité des copies. Cependant, les auteurs ont pu avoir accès aux documents écrits des de la chancellerie songhaï, Abderrahmane Sa'adi écrit ainsi « […] J'ai vu moi-même l'original de ces documents […] » (page 216).
- Kâti (Mohammed) et Kâti (Ithun), « Tarikh el-Fettach » ou Chronique du chercheur : documents arabes relatifs à l'histoire du Soudan, par Mahmoud Kâti ben El-Hadj El-Motaouakkel Kâti et lhun de ses petits-fils, 1913, Paris, aux éditions Leroux éditeur, traduction et notes critiques par Octave Houdas et Delafosse, en deux volumes,volume 1 le texte arabe et ses variantes en fonction des manuscrits, et en volume 2 la traduction française avec l'ensemble de l'appareil critique.

- Sa'adi (Abderrahmane), « Tarikh es-Sudan » par Abderrahman ben Abdallah ben' Imran ben 'Amir Es-Sa'di, 1898-1900, Paris, aux éditions Maisonneuve, reproduction photographique faite en 1981 de l'édition originale de 1900, deux volumes, en volume I le texte arabe (326 pages) et en volume II la traduction française de Octave Houdas (540 pages et XIX pages d'appareil critique)  (ISBN 978-2-7200-0495-7).

### Les sources orales songhaïs
Les traditions de Téra (le « Dit de Téra » notamment) recensent un certain nombre de récits correspondant aux guerres des askias contre les Marocains. Un ouvrage collectif en a fait la collation. Le terme de tradition « orale » est peut-être exagéré car maints « traditionnistes » (griots et musiciens) interrogés ont fait clairement mention des Tarikhs, mais évidemment pas ceux de Tombouctou, il peut s'agir ici de manuscrits adjami, peut-être le « Tarikh de Say » que Boubou Hama prétendait avoir découvert. C'est par exemple le cas du griot Bonta, de la chefferie de Téra, interrogé en 1973 par Moussa Hamidou (responsable de l'enregistrement des traditions orales de l'Institut de recherches en sciences humaines (IRSH) de Niamey, Niger). Bonta fut réenregistré en 1975 et en 1982 après que les colloques de la fondation SCOA-ARSAN de 1976 à Bamako et de 1977 à Niamey ont montré des fragilités méthodologiques. Bonta répète à plusieurs reprises en réponse à des demandes de précisions de ses interlocuteurs « Peut-être, mais ce n'est pas ce que disent mes tarikhs… »
- Hammadou (Soumalia) dit « Bonta », Moussa (Hamidou), et Diouldé (Laya), Les traditions des Songhay de Téra (Niger), 1998, Paris-Niamey, aux éditions Karthala, en partenariat avec le CELHTO (Niamey-Niger) et l'Association pour la recherche en Afrique noire (ARSAN), collection « Hommes et sociétés : tradition orale », préface de Jean Rouch, 304 pages  (ISBN 978-2865378517).

### Les sources espagnoles
Le récit d'un « anonyme espagnol » est le témoignage européen le plus proche géographiquement et chronologiquement des faits. Utilisé par l'historiographie française et anglo-saxonne, la paternité de l’œuvre est maintenant attribuée à un émissaire de Philippe II à Marrakech, peut-être Juan de Medina, qui, n'ayant pas accompagné l'expédition, en aurait composé le récit via le témoignage d'un courrier de Djouder Pacha, un certain Ali el-Adjemi ce qui veut dire « Ali le renégat », envoyé avec les propositions de paix d'Ishaq II (août 1591). Selon Manuel Villar Raso, la Bibliothèque des études arabes de l'université de Grenade possède deux documents relatifs à l'expédition du Soudan : un récit anonyme d'un moine (ou d'un jésuite ?), ambassadeur de Philippe II auprès du sultan Ahmed el-Mansour, et le carnet de voyage de Djouder Pacha rédigé en Castillan. Le récit de Djouder Pacha est utilisé par deux auteurs français issus des troupes coloniales stationnées un en Afrique-Occidentale française (AOF) pour le général Yves de Boisboissel, et au Maroc pour le colonel Henry de Castries, cartographe et historiographe du protectorat du Maroc, officier aux Affaires indigènes et arabisant reconnu : aucun d'eux cependant ne va aussi loin que Manuel Villar Raso en attribuant de façon certaine le carnet de notes à Djouder Pacha.
- Boisboissel (Yves de), général, « Une expédition militaire transsaharienne au XVIe siècle : la colonne Djouder », 1950, Dakar, dans no 17 de la Revue internationale d'histoire militaire, pages 123 à 134.
- Castries (Henry de), colonel, « La conquête du Soudan par el-Mansour (1591) », 1923, Paris, revue Hespéris, 4e trimestre, pages 433 à 488  (ISSN 0399-0052) (1923)3 et (SUDOC 091709652).